# Domenico Sommaripa
Domenico Sommaripa (ur. 1430, zm. 1466) – władca Andros w latach 1462–1466.
Był synem Crusino I Sommaripa. Jego żoną została Adrianna Crispo (1423/24 – ?), córka Giovanni II Crispo weneckiego władcy Księstwa Naksos. Ich dziećmi byli:
- Giovanni Sommaripa, władca Andros w latach 1466-1468
- Crusino II Sommaripa, władca Andros w latach 1468–1488
- Francesco Sommaripa, władca Andros przez kilka miesięcy w 1506 roku.